# Symfonie nr. 4 (Oestvolskaja)
Galina Oestvolskaja voltooide haar Symfonie nr. 4 Gebed gedurende de jaren 1985, 1986 en 1987.
Oetsvolskaja ging uit van het credo "zeg meer met minder". De symfonie is extreem kort, zelfs voor haar doen; ze duurt nog geen zeven minuten, waarvan minstens een halve minuut in beslag wordt genomen door de slotnoot, een fade-out van de piano. Het is in principe een eendelig werk, maar binnen die zeven minuten zijn een vier- à vijftal secties hoorbaar en dat wijst op een traditionele opzet (vierdelig). Ter vergelijking: de Kleine symfonie nr. 4 van Darius Milhaud duurt 6 minuten en heeft een vierdelige opzet.
Ook de samenstelling van het ensemble is tot de essentie teruggebracht:
- een zangstem, in dit geval de contra-alt
- een blaasinstrument: de trompet
- een snaarinstrument: de piano
- een slaginstrument; de tamtam.

Tot slot in de uitgesproken tekst een samenvatting van de tekst van haar derde symfonie: Almachtige, Ware God, Vader van Eeuwig Leven, Schepper van de Wereld, redt ons. Jezus, Messias, Vrede.
Oestvolskaja was leerlinge van Dmitri Sjostakovitsj en het zal aan hem te danken zijn, dat zij zulke geconcentreerde muziek kon schrijven. Op het eind van zijn leven, werd de instrumentatie van zijn symfonieën ook al terug gebracht, zie zijn veertiende en vijftiende symfonie, waarin bij die laatste wel een volledig orkest aanwezig is, maar de instrumentatie naar kamermuziek neigt. De leerling hield daarbij vol dat zij degene was die Sjostakovitsj had beïnvloed. De Russische componist Boris Tisjtsjenko leerling van Sjostakovitsj en vriend van Oestvolskaja hield het in het midden, ze beïnvloedden elkaar zonder het aan elkaar toe te geven. Oestvolskaja vertelt alles in die 7 minuten; de muziek maakt de expositie, ontwikkeling en uitwerking door. thema’s uit eerdere secties komen terug in de laatste. Alleen een scherzoachtig gedeelte ontbreekt, kennelijk had de componist daar geen behoefte aan. De muziek is zo geschreven tot aan ffff toe, dat de musici, vooral zanger, trompettist en pianist na de symfonie door hun speelconditie heen zijn. De trompettist moet namelijk in een voor hem moeilijk register voluit spelen en de pianist moet met zijn vingers bonken op de toetsen (een pianist sprak van ontvelde vingers). De zangeres moet voluit declameren. Daarentegen moet de speler van de tamtam zich uiterst beheersen om de andere stemmen niet te overstemmen.
In de partituur is opgenomen hoe dit werk gespeeld moet worden. Er zijn talloze aanwijzingen gegeven, ook bijvoorbeeld waar de instrumenten bespeeld moeten worden, ook ten opzichte van elkaar, dat de klep van de piano geheel open moet zijn en dat de zangeres in het zwart gekleed moet zijn en geen make-up mag gebruiken. 
Oestvolskaja gaf zelf aan dat analyse van haar symfonieën zinloos was; niemand zou het uiteindelijk begrijpen.
De eerste uitvoering vond plaats in Heidelberg op 24 juni 1988.

## Discografie
- Uitgave Megadisc uit België: Oleg Malov met musici van het Sint Petersburg Philharmonisch Orkest;
- Uitgave Et’Cetera uit Nederland: Barton Workshop
- Uitgave Mediaphon.